# Tadeusz Wojda
Tadeusz Wojda (Kowala, 29 gennaio 1957) è un arcivescovo cattolico polacco, dal 2 marzo 2021 arcivescovo metropolita di Danzica.

## Biografia
Monsignor Tadeusz Wojda è nato a Kowala il 29 gennaio 1957 ed è il quarto figlio di Władysława e Anieli Wojda. Sua sorella maggiore è entrata nel convento delle terziarie francescane elisabettine di Cieszyn e anche un suo fratello minore è un religioso pallottino.

### Formazione e ministero sacerdotale
Nel 1976 ha iniziato il noviziato presso la Società dell'apostolato cattolico. Dal 1977 al 1983 ha studiato filosofia e teologia nel seminario maggiore dei padri pallottini di Ołtarzew. Dal 1980 ha studiato all'Accademia di teologia cattolica di Varsavia. Nel 1983 si è laureato in teologia fondamentale.
Nel 1982 è stato ordinato diacono e l'8 maggio 1983 presbitero dal vescovo ausiliare di Varsavia Wladyslaw Miziolek. In seguito è stato vicario parrocchiale della parrocchia di Cristo Re a Varsavia e incaricato dell'animazione missionaria dei giovani nel segretariato per le missioni del suo ordine. Dal 1984 al 1989 ha proseguito gli studi alla Pontificia Università Gregoriana di Roma dove ha conseguito la licenza e il dottorato in missiologia. La sua tesi di dottorato era intitolata "Le teologie della missione di Münster e Lovanio". Nel 2001 ha convalidato il titolo presso la Facoltà di teologia dell'Università Cardinale Stefan Wyszyński di Varsavia.
Il 1º gennaio 1990 è entrato in servizio presso la Pontificia Opera della Propagazione della Fede e nel 1991 presso la Congregazione per l'evangelizzazione dei popoli. Dal 1991 è stato cappellano della comunità delle Suore di San Carlo Borromeo a Roma e dal 1996 anche presso il centro dell'educazione motoria dei disabili della Croce Rossa Italiana. Papa Benedetto XVI il 12 dicembre 2007 lo ha nominato capo ufficio della Congregazione per l'evangelizzazione dei popoli  e il 24 luglio 2012 sottosegretario dello stesso dicastero.

### Ministero episcopale
Il 12 aprile 2017 papa Francesco lo ha nominato arcivescovo metropolita di Białystok. Ha ricevuto l'ordinazione episcopale il 10 giugno successivo nel cattedrale di Białystok dal cardinale Fernando Filoni, prefetto della Congregazione per l'evangelizzazione dei popoli, coconsacranti l'arcivescovo emerito di Białystok Edward Ozorowski e l'arcivescovo-vescovo di Varsavia-Praga Henryk Hoser. Durante la stessa celebrazione ha preso possesso dell'arcidiocesi. Il 29 dello stesso mese ha ricevuto dal papa il pallio. Il 5 novembre 2017 il nunzio apostolico Salvatore Pennacchio glielo ha imposto nel corso di una celebrazione tenutasi nella cattedrale di Białystok.
Il 2 marzo 2021 papa Francesco lo ha nominato arcivescovo metropolita di Danzica. Ha preso possesso dell'arcidiocesi il 28 marzo successivo.
Dal 14 marzo 2024 è presidente della Conferenza episcopale polacca. In seno alla stessa è membro del comitato per le missioni dal 2017, membro del comitato del concordato ecclesiastico dal 2018, membro dell'équipe del delegato della Conferenza episcopale per la pastorale dell'emigrazione polacca dal 2021 e delegato per la televisione TRWAM.
È anche  presidente della sezione polacca della Fondazione Aiuto alla chiesa che soffre e presidente del consiglio di sorveglianza della Fondazione Opoka, che si occupa di aiutare la Chiesa cattolica in Polonia a costruire un sistema elettronico di scambio di informazioni.

## Genealogia episcopale e successione apostolica
La genealogia episcopale è:
- Cardinale Scipione Rebiba
- Cardinale Giulio Antonio Santori
- Cardinale Girolamo Bernerio, O.P.
- Arcivescovo Galeazzo Sanvitale
- Cardinale Ludovico Ludovisi
- Cardinale Luigi Caetani
- Cardinale Ulderico Carpegna
- Cardinale Paluzzo Paluzzi Altieri degli Albertoni
- Papa Benedetto XIII
- Papa Benedetto XIV
- Papa Clemente XIII
- Cardinale Enrico Benedetto Stuart
- Papa Leone XII
- Cardinale Chiarissimo Falconieri Mellini
- Cardinale Camillo Di Pietro
- Cardinale Mieczysław Halka Ledóchowski
- Cardinale Jan Maurycy Paweł Puzyna de Kosielsko
- Arcivescovo Józef Bilczewski
- Arcivescovo Bolesław Twardowski
- Arcivescovo Eugeniusz Baziak
- Papa Giovanni Paolo II
- Cardinale Fernando Filoni
- Arcivescovo Tadeusz Wojda, S.A.C.

La successione apostolica è:
- Vescovo Piotr Przyborek (2022)